# Bor (Szwecja)
Bor – miejscowość (tätort) w Szwecji, w regionie administracyjnym (län) Jönköping, w gminie Värnamo.
Według danych Szwedzkiego Urzędu Statystycznego liczba ludności wyniosła: 1263 (31 grudnia 2015), 1291 (31 grudnia 2018) i 1300 (31 grudnia 2019).